# L'Ange sauvage
Pour plus de détails, voir Fiche technique et Distribution.
L'Ange sauvage (Angels Die Hard) est un film de motard hors-la-loi américain réalisé par Richard Compton (en), et sorti en 1970.
C'est le premier film distribué par New World Pictures ; la moitié de son budget a été fournie par Roger Corman.
Le film, écrit en trois mois, tourne autour d'une bande de motards qui tentent de sauver des gens d'un accident minier. Compton a tourné le film à Kernville, en Californie, sur les rives du lac Isabella, une ancienne ville de chercheurs d'or qui a servi à tourner les premiers westerns hollywoodiens.

## Fiche technique
- Titre français : L'Ange sauvage[4]
- Titre original : Angels Die Hard
- Réalisation : Richard Compton (en)
- Scénario : Richard Compton (en)
- Photographie : Arch Archambault
- Montage : Tony de Zarraga
- Effets spéciaux : James M. Tanenbaum
- Musique : Richard Hieronymus
- Producteur : Roger Corman, Charles Beach Dickerson, Jane Schaffer, James Tanenbaum
- Société de production : Angels Productions, New World Pictures
- Pays de production :  États-Unis
- Langue : anglais
- Genre : film de motard hors-la-loi
- Durée : 86 minutes
- Dates de sortie :
  - États-Unis : 8 juillet 1970
  - France : 4 avril 1979

## Distribution
- Tom Baker : Blair
- William Smith : Tim
- Carl Steppling : Shérif
- Alan DeWitt : Undertaker
- Gary Littlejohn : Piston
- Beach Dickerson : Shank
- Rita Murray : Naomi
- R. G. Armstrong : Mel
- Connie Nelson : Nancy
- Dan Haggerty : Motard barbu

## Production
Barbara Peeters a travaillé sur le film, avant de réaliser ses propres films de motard.